# 파인톱 퍼킨스
파인톱 퍼킨스(영어: Pinetop Perkins, 1913년 7월 7일 ~ 2011년 3월 21일)는 본명인 조 윌리 퍼킨스(영어: Joe Willie Perkins)으로서 그는 미국 최고의 블루스 피아니스트다. 그는 그의 시대의 가장 영향력 있는 블루스와 로큰롤 가수들과 함께 연주했고, 그래미 평생 공로상과 블루스 명예의 전당 입성을 포함하여 수많은 영예를 안았다.

## 인생 및 경력

### 초기 경력
파인톱 퍼킨스는 미시시피주 벨조니에서 태어났고 미시시피 허니 아일랜드의 농장에서 자랐다. 그는 기타리스트로서의 경력을 시작했지만 아칸소주 헬레나의 코러스 걸 가지고 칼 싸움을 하다가 왼쪽 팔에 있는 힘줄을 다쳤다. 기타를 연주할 수 없어서 그는 피아노로 바꾸었다. 그는 또한 로버트 나이트호크의 KFFA에 대한 라디오 프로그램을 소니 보이 윌리엄슨의 킹 비스킷 타임으로 전환했다. 하지만 그는 계속해서 야간 작업을 했다. 1950년에 그와 함께 "잭슨 타운 게일"로 갔다.
1950년대에 퍼킨스는 얼 후커에 합류해서 투어를 시작했다. 그는 테네시주 멤피스에 있는 샘 필립스의 선 스튜디오에서 〈Pinetop's Boogie Woogie〉를 녹음했다. 이 곡은 1928년 오리지널 음반을 만든 파인톱 스미스에 의해 쓰여졌다. 퍼킨스가 회상하듯, "내가 그 노래를 틀었기 때문에 그들은 나를 '파인톱'이라고 불렀어요.
퍼킨스는 1968년에 다시 음반을 찍도록 후커가 그를 설득할 때까지 일리노이주로 이주하여 음악계를 떠났다. 퍼킨스는 1969년 스팬이 밴드를 떠날 때 머디 워터스 밴드에서 오티스 스팬을 대신했다. 10년 후인 1970년대 후반부터 1990년대 초반까지 윌리 "빅 아이즈" 스미스와 함께 레전데리 블루스 밴드를 결성했다.

### 사망
2011년 3월 21일, 퍼킨스는 텍사스주 오스틴에 있는 자신의 집에서 심장마비로 사망했다. 사망 당시 그는 2011년 20회 이상의 공연이 예약되어 있었다. 죽기 직전, 인터뷰 진행자와 자신의 경력 부활에 대해 토론하던 중, 그는 "예전처럼 피아노를 못 칩니다. 저는 원래 베이스가 천둥처럼 구르곤 했어요. 더 이상 그럴 수 없어요. 그러나 주님께 묻습니다. 내가 니켈을 만들려고 한 일을 용서해 주십시오."라고 인정했다. 퍼킨스와 데이비드 "허니보이" 에드워즈는 마지막 남은 델타 블루스 오리지널 음악가였다. 퍼킨스는 로버트 존슨을 알게 된 마지막 생존자 중 한 명이기도 했다.

## 음반 목록
- 1976: Boogie Woogie King, recorded 1976, released 1992
- 1977: Hard Again, 머디 워터스
- 1988: After Hours
- 1992: Pinetop Perkins with the Blue Ice Band
- 1992: On Top
- 1993: Portrait of a Delta Bluesman
- 1995: Live Top, with the Blue Flames
- 1996: Eye to Eye, with Ronnie Earl, Willie "Big Eyes" Smith and Calvin "Fuzz" Jones[8]
- 1997: Born in the Delta
- 1998: Sweet Black Angel
- 1998: Legends, with 휴버트 섬린
- 1998: Down in Mississippi
- 1999: Live at 85!, with George Kilby Jr
- 2000: Back on Top
- 2003: Heritage of the Blues: The Complete Hightone Sessions
- 2003: All Star Blues Jam, with Bob Margolin and others
- 2003: 8 Hands on 88 Keys: Chicago Blues Piano Masters
- 2004: Ladies Man
- 2007: 10 Days Out: Blues from the Backroads, with Kenny Wayne Shepherd and the Muddy Waters Band, recorded live[9]
- 2008: Pinetop Perkins and Friends
- 2010: Joined at the Hip, with Willie "Big Eyes" Smith
- 2012: Heaven, with Willie "Big Eyes" Smith on one track and liner notes by Justin O'Brien
- 2015: Genuine Blues Legends, Pinetop Perkins and Jimmy Rogers with Little Mike and the Tornadoes[10]

## 다큐멘터리
퍼킨스는 두개의 다큐멘터리 영화의 주제가 되어왔다:꿀 속에서 태어났고 사이드 멘:롱 로드 투 글로리(2016). 그는 클린트 이스트우드의 2003년 다큐멘터리 피아노 블루스에도 출연했다.

## 같이 보기
- 블루스 명예의 전당